# Poecilotheria pococki
Poecilotheria pococki é uma espécie de aranha pertencente à família Theraphosidae (tarântulas).